# Алківіад Старший
Алківіад Старший (дав.-гр. Ἀλκιβιάδης) — державний і політичний діяч Афінської політії. У просопографічній і генеалогічній літературі йменується також як Алківід (II).

## Життєпис
Походив з аристократичного роду Саламініїв, що вів родовід від Аякса Теламоніда. Можливо його представники перебралися до Афін з о. Саламін. Його дід Алківіад (I) 510 року до н.е. разом з Клісфеном сприяв вигнанню тиранів Пісістратидів, а потім пітримав Клісфенові реформи 508-507 років до н.е.
Син Клінія (I), що звитяжив у війні з персами, зокрема 480 року до н. е. керуючи трієрою у битві при Артімісії. Народився близько 500 року в демі Скамбоніди.
Очолював «демократичну» партію. 467 року до н. е. з ініціативи Алківіада доньці або синові Арістіда, після смерті останнього, була призначена щоденна виплата з державної скарбниці в 4 драхми.
Фукідід повідомляє, що Алківіад добровільно відмовився від відносин взаємного гостинності — проксенії — зі спартанцями, але не називає причину цього. Це сталося близько 462/461 року до н. е. Проксенія була укладена ймовірно дідом Алківіада — Алківіадом (I).
460 року до н. е. внаслідок протистояння з «лаконофільською» партією зазнав остракізму й був вигнаний з Афін. Висловлюється думка, що перебрався до Мілету, де оженився на доньці Аксіоха. Згодом разом з дружиною і її сестрою Аспасією повернувся до Афін.

## Родина
- Кліній (д/н—477 до н. е.), батько Алківіада (III)
- Аксіох